# Четыре великие красавицы Китая

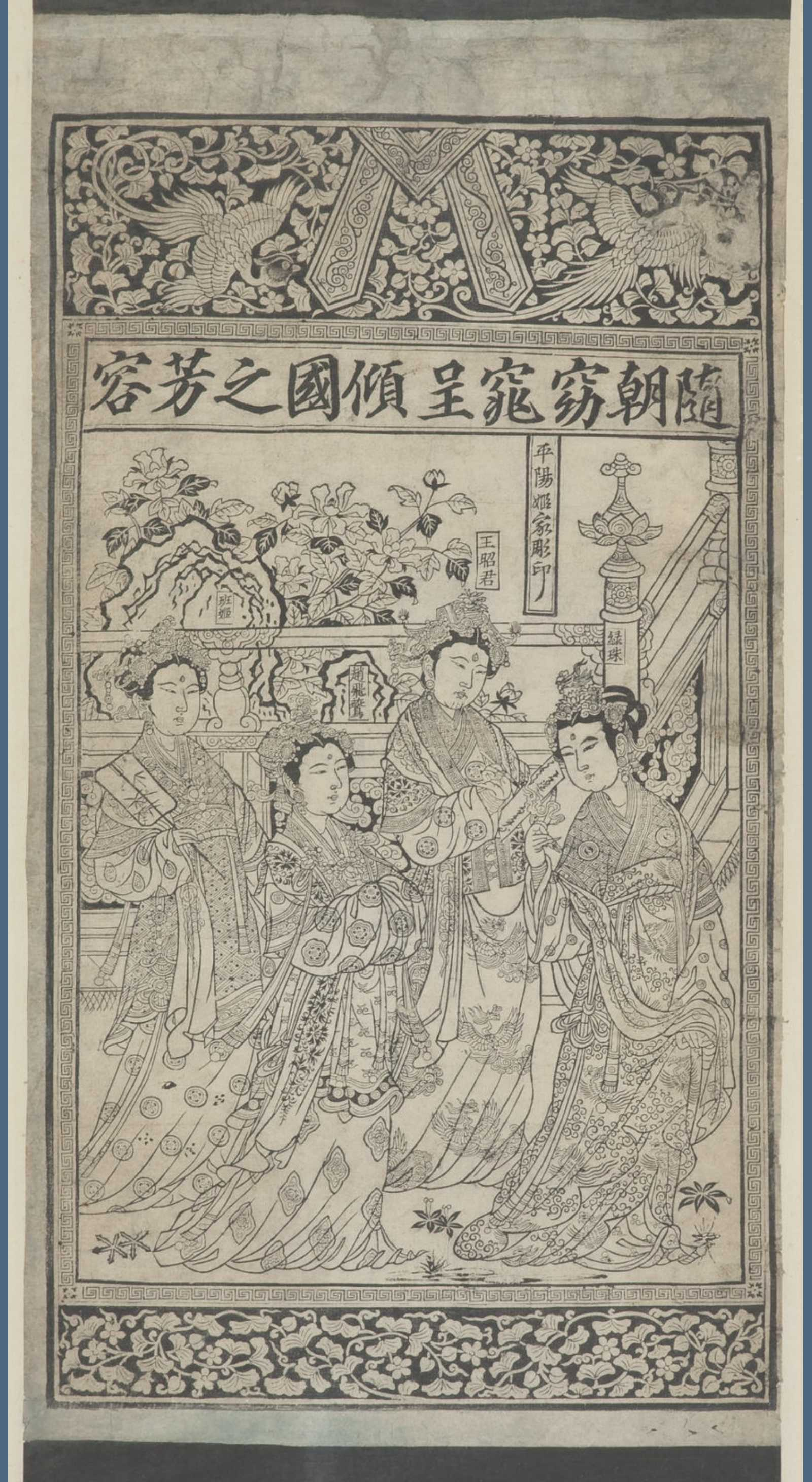
Четыре красавицы

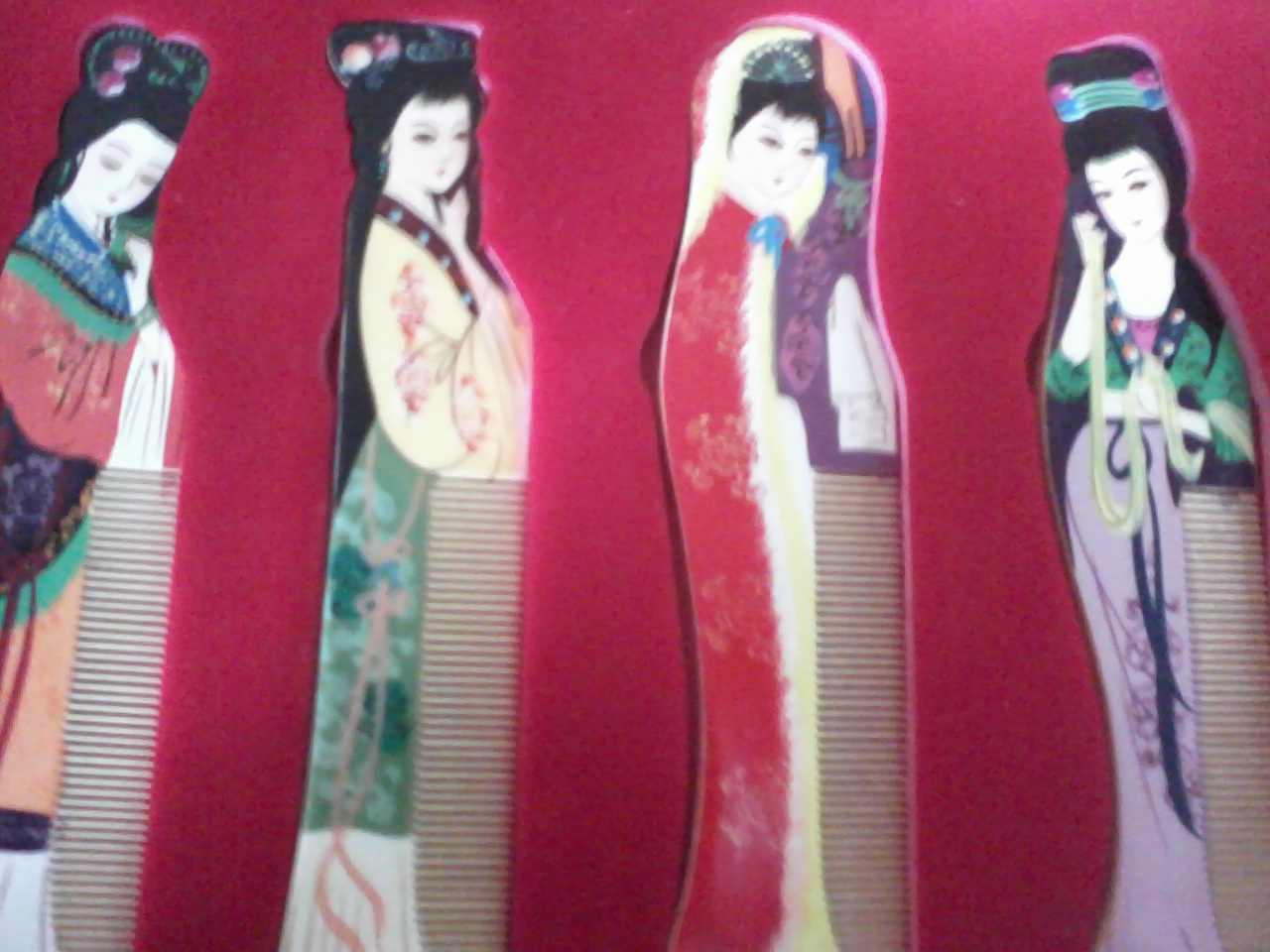
Чанчжоуский гребень, представляющие четырёх красавиц Китая

Четыре великие красавицы древности — в китайской культуре устойчивое название для четырёх женщин, бывших спутницами императоров и ставших символами женской красоты в литературе: Си Ши (西施), Ван Чжаоцзюнь (王昭君), Дяочань (貂蝉), Ян-гуйфэй (杨贵妃).
Традиционно установилось мнение, что первая по красоте — Си Ши, вторая — Ван Чжаоцзюнь, третья — Дяочань и последняя — Ян-гуйфэй. Объединяющее их имя 西施 является синонимом и воплощением красоты. Образы четырёх красавиц широко использовались как в Китае, так и во Вьетнаме, Корее и Японии.
- Си Ши (西施), период Весны и Осени
- Ван Чжаоцзюнь (王昭君), Династия Западная Хань
- Дяочань (貂蝉), Восточная Хань
- Ян-гуйфэй (杨贵妃), династия Тан

## Предания о красавицах
Согласно легенде, четыре великих красавицы обладали наружностью, «способной затмить луну и посрамить цветы, и внешностью, способной рыбу заставить утонуть, а летящего гуся — упасть».
Идиомы 闭月羞花 (би юэ, сю хуа) «затмит луну и посрамит цветы» и 沉鱼落雁 (чэнь юй, ло янь) «рыбу заставит утонуть, а летящего гуся — упасть» возникли под влиянием классических произведений, посвящённых этим четырём красавицам. Издревле цветок и луна ассоциируются с женственностью и красотой. Способность женской красоты привлечь к себе внимание даже плывущей в воде рыбы и парящего в небе гуся — яркий художественный способ выразить феноменальную привлекательность.

### Утонувшая рыба
По преданию, Си Ши на берегу реки стирала бельё. Проплывавшая рыбка увидела лицо красавицы и, поражённая её красотой, стала тонуть.

### Упавший гусь
По преданию, Ван Чжаоцзюнь во время путешествия очень сильно тосковала по родному краю. Мимо пролетал гусь и услышал, как она наигрывает и напевает песню, полную скорби и печали. Гусь, которому передалось настроение девушки, перестал махать крыльями и упал на землю.

### Затмившая луну
По преданию, Дяочань любовалась луной в саду. Неожиданно подул лёгкий ветер, и кусочек облака плотно закрыл яркий лунный свет. Одновременно это увидел Ван Юнь (王允). Чтобы прославить красоту своей дочери, он стал рассказывать встречным о том, что луне не сравниться с блеском красоты Дяочань, поэтому лунный свет был укрыт облаком. Дяочань стали называть 闭月 (би юэ, затмившая луну).

### Смущённые цветы
По преданию, Ян-гуйфэй в саду любовалась цветами и скорбела о своей судьбе. Как только она прикасалась к цветам, цветки свёртывались, а стебли склонялись. Это увидела одна из прислужниц и передала одной из супруг императора, что Ян-гуйфэй настолько красива, что перед ней смущённо склоняются цветы.